# Mistrovství světa v basketbalu mužů 1959
3. mistrovství světa  v basketbalu proběhlo v dnech 16. – 31. ledna v Chile.
Turnaje se zúčastnilo třináct týmů. Dvanáct družstev bylo rozděleno do tří čtyřčlenných skupin, z nichž první dvě postoupila do finálové skupiny, kde se hrálo o medaile. Domácí Chile bylo nasazeno přímo do finálové skupiny. Týmy, které v základních skupinách skončily na třetím a čtvrtém místě, hrály o 8. - 13. místo. Mistrem světa se stalo družstvo Brazílie.
Šampionát se měl původně konat v roce 1958, ale protože nebyla včas dostavěna hala v Santiagu, bylo zahájení odloženo až na leden 1959. Hala však ani v tomto termínu nebyla dostavěna. Chilské úřady se také rozhodly, že se šampionát bude konat i v dalších městech: Antofagasta, Temuco, Concepción a Valparaiso. Nicméně toto rychlé improvizované řešení se ukázalo jako nedostatečné, protože stejně jako v Santiagu neměli odpovídající basketbalovou halu. Hrozilo tedy, že bude pořadatelství Chile odebráno, organizátoři tedy nabídli další řešení, palubovku položit na trávu fotbalového stadiónu Estadio Nacional de Chile i s rizikem možného špatného počasí.
Stejně tak jako na předchozím mistrovství světa, také na tomto šampionátu zasáhla politika. Družstva Sovětského svazu a Bulharska odmítla nastoupit proti Tchaj-wanu, na protest proti tomu, že jejich hráči měli na dresech nápis "China". Tchaj-wan tak zvítězil kontumačně a Sověti i Bulhaři byli v tabulce finálové skupiny odsunuti na šesté resp. sedmé místo.

## Výsledky a tabulky

### Skupina A
|    |           | USA    | TAI   | ARG   | UAR    | V | P | Skóre   | B |
| 1. | USA       | ***    | 81:73 | 87:73 | 103:58 | 3 | 0 | 271:204 | 6 |
| 2. | Tchaj-wan | 73:81  | ***   | 63:59 | 71:69  | 2 | 1 | 207:209 | 5 |
| 3. | Argentina | 73:87  | 59:63 | ***   | 65:52  | 1 | 2 | 197:202 | 4 |
| 4. | SAR*      | 58:103 | 69:71 | 52:65 | ***    | 0 | 3 | 179:239 | 3 |

- SAR = Sjednocená arabská republika (Egypt a Sýrie)

 USA –  Argentina 87:73 (48:27)
16. ledna 1959 - Estadio Municipal (Concepción)

Rozhodčí: Washington Badani (BRA), Juan Quiroz (URU)
USA: Hodges (9), Miller (2), Olsen (8), Riley (9), Coshow (2), McDonald (7), Vayda (26), Welsh (20), Baker (4).
Argentina: Fagnani (2), Schime (8), Marzoratti (7), Barreneche (12), Parizzia (22), Fernández (6), Sabatini (2), Peralta (9), Nano (3), Tozzi (2), Vasino.

 Tchaj-wan –  Sjednocená arabská republika	71:69 (39:38)
16. ledna 1959 - Estadio Municipal (Concepción)

Rozhodčí: Ernesto Álvarez (ARG), Eduardo Airaldi (PER)
Tchaj-wan: Liu Jing Rong (12), Loo Yee Shine (12), Tong Suet Fong (3), Hoo Cha Pen (3), Wong Kwok Yeung (5), Emilio Lee (7), Lai Lam Kwong (5), Chen Tsu Li (24).
SAR: Sabri (6), Ibrahim (3), Shalhoub (7), Aboutaleb (3), Musillia (18), Shelbayah (3), Fahmi (11), Zacar (18), Abdou, Sadeq.

 Argentina –  Sjednocená arabská republika		65:52 (36:32)
17. ledna 1959 - Estadio Municipal (Concepción)

Rozhodčí: Eduardo Airaldi (PER), Juan Quiroz (URU)
Argentina: Fagnani (7), Schime (20), Marzoratti (4), Barreneche (4), Parizzia (20), Fernández (2), Nano (6), Tozzi (2), Peralta.
SAR: Sabri (3), Shalhoub (14), Musillia (4), Fahmi (4), Zacar (12), Abdou (2), Sadeq (5), Aramen (8), Aboutaleb, Ibrahim.

 USA –  Tchaj-wan 				81:73 (35:38)
17. ledna 1959 - Estadio Municipal (Concepción)

Rozhodčí: Washington Badani (BRA), Ernesto Álvarez (ARG)
USA: Hodges (24), Olsen (11), Riley (4), Coshow (6), McDonald (5), D’Antonio (2), Vayda (20), Welsh (9).
Tchaj-wan: Liu Jing Rong (24), Loo Yee Shine (9), Tong Suet Fong (5), Hoo Cha Pen (6), Wong Kwok Yeung (6), Lai Lam Kwong (8), Chen Tsu Li (15), Emilio Lee.

 Tchaj-wan –  Argentina 63:59 (31:33)
18. ledna 1959 - Estadio Municipal (Concepción)

Rozhodčí: Eduardo Airaldi (PER), Washington Badani (BRA)
Tchaj-wan: Liu Jing Rong (19), Loo Yee Shine (9), Tong Suet Fong (2), Hoo Cha Pen (8), Wong Kwok Yeung (2), Lai Lam Kwong (2), Chen Tsu Li (20), Emilio Lee (1).
Argentina: Fagnani (4), Schime (4), Barreneche (21), Parizzia (11), Nano (5), Peralta (10), Vasino (4), Sabatini, Fernández.

 USA –  Sjednocená arabská republika	103:58 (49:23)
18. ledna 1959 - Estadio Municipal (Concepción)

Rozhodčí: Juan Quiroz (URU), Ernesto Álvarez (ARG)
USA: Hodges (10), Miller (4), Olsen (9), Riley (12), Coshow (4), McDonald (17), Vayda (31), Welsh (16).
SAR: Sabri (2), Ibrahim (2), Shalhoub (23), Musillia (8), Fahmi (3), Abdou (6), Sadeq (5), Aramen (7), Aboutaleb (2), Zacar.

### Skupina B
|    |          | URS    | BRA   | CAN   | MEX    | V | P | Skóre   | B |
| 1. | SSSR     | ***    | 73:64 | 54:63 | 102:52 | 2 | 1 | 229:179 | 5 |
| 2. | Brazílie | 64:73  | ***   | 69:52 | 78:50  | 2 | 1 | 211:175 | 5 |
| 3. | Kanada   | 63:54  | 52:59 | ***   | 54:51  | 2 | 1 | 169:174 | 5 |
| 4. | Mexiko   | 52:102 | 50:78 | 51:54 | ***    | 0 | 3 | 153:234 | 3 |

 Brazílie –  Kanada 				69:52 (30:24)
16. ledna 1959 - Estadio Municipal (Temuco)

Rozhodčí: Robert Blanchard (FRA), Ángelo Benvenuto (CHI)
Brazílie: Algodão (6), Amaury (17), Fernando Brobró (2), Jatyr (6), Édson Bispo (18), Pecente (2), Waldemar (18), Otto Nóbrega.
Kanada: Brown (1), Upson (2), Brinham (10), Wild (5), Tait (4), Mullins (6), Malecki (2), McLeod (8), Lucht (2), Stephens (12), Burtwell.

 Mexiko –  SSSR 			72:102 (42:48)
16. ledna 1959 - Estadio Municipal (Temuco)

Rozhodčí: Carlos Muñoz (CHI), Luis Brocos (URU)
Mexiko: Chavira (13), Herrera (15), Quintanar (14), Rentería (5), Cuevas (1), Manzo (3), Orozco (6), Aizpuro (1), Márquez (13), Escalera (1), Lozano.
SSSR: Muižnieks (10), Valdmanis (9), Torban (13), Minašvili (2), Zubkov (13), Bočkarjov (5), Krūmiņš (19), Semjonov (8), Kornějev (2), Ozerov (17), Kutuzov (2), Abašidze (2).

 Kanada –  Mexiko 				54:51 (26:19)
17. ledna 1959 - Estadio Municipal (Temuco)

Rozhodčí: Carlos Muñoz (CHI), Luis Brocos (URU)
Kanada: Brinham (4), Wild (1), Tait (12), Mullins (4), Malecki (2), McLeod (15), Lucht (4), Stephens (12), Brown, Upson.
Mexiko: Rodríguez (1), Chavira (12), Herrera (16), Quintanar (12), Rentería (4), Manzo (2), Márquez (2), Escalera (2), Aizpuro.

 Brazílie –  SSSR 			64:73 (36:39)
17. ledna 1959 - Estadio Municipal (Temuco)

Rozhodčí: Robert Blanchard (FRA), Ángelo Benvenuto (CHI)
Brazílie: Algodão (9), Amaury (8), Wlamir (16), Édson Bispo (10), Pecente (2), Waldemar (17), Otto Nóbrega (2), Jatyr.
SSSR: Valdmanis (12), Torban (7), Minašvili (6), Zubkov (7), Bočkarjov (12), Krūmiņš (15), Semjonov (10), Kornějev (4), Ozerov.

 Kanada –  SSSR 		63:54 (32:23)
18. ledna 1959 - Estadio Municipal (Temuco)

Rozhodčí: Ángelo Benvenuto (CHI), Luis Brocos (URU)
Kanada: Brinham (10), Tait (3), Mullins (2), McLeod (17), Lucht (20), Stephens (8), Brown (1), Upson (2), Wild.
SSSR: Muižnieks (11), Valdmanis (9), Torban (2), Minašvili (6), Zubkov (3), Bočkarjov (7), Krūmiņš (7), Semjonov (2), Ozerov (1), Kutuzov (6), Kornějev.

 Brazílie –  Mexiko 		78:50 (50:20)
18. ledna 1959 - Estadio Municipal (Temuco)

Rozhodčí: Jorge Román (PER), Carlos Muñoz (CHI)
Brazílie: Algodão (4), Amaury (14), Wlamir (14), Boccardo (6), Édson Bispo (13), Pecente (4), Waldemar (11), Fernando Brobró (4), Jatyr (8), Rosa Branca, Otto Nóbrega.
Mexiko: Chavira (25), Quintanar (10), Rentería (6), Cuevas (3), Manzo (2), Orozco (2), Escalera (2), Aizpuro, Herrera.

### Skupina C
|    |           | BUL   | PUR   | PHI   | URU   | V | P | Skóre   | B |
| 1. | Bulharsko | ***   | 67:55 | 85:61 | 65:58 | 3 | 0 | 217:174 | 6 |
| 2. | Portoriko | 55:67 | ***   | 76:63 | 78:64 | 2 | 1 | 209:194 | 5 |
| 3. | Filipíny  | 61:85 | 63:76 | ***   | 68:59 | 1 | 2 | 192:220 | 4 |
| 4. | Uruguay   | 58:65 | 64:78 | 59:68 | ***   | 0 | 3 | 181:211 | 3 |

 Filipíny –  Uruguay 		68:59 (36:31)
16. ledna 1959 - Estadio Regional (Antofagasta)

Rozhodčí: William Ross (USA), Orlando Tabuso (BRA)
Filipíny: Loyzaga (10), Manulat (2), Badión (17), Márquez (4), Ortiz (11), Lim (10), Tolentino (2), Ocampo (2), Carbonell (10), Achacoso.
Uruguay: Poyet (4), García Otero (5), Mera (23), Blixen (12), Scarón (3), Cortés (8), Matto (4), Pedragosa, Lubnicki, Chelle.

 Bulharsko –  Portoriko 67:55 (37:16)
16. ledna 1959 - Estadio Regional (Antofagasta)

Rozhodčí: Alberto Pedro (PAR), Dagoberto Cereceda (URU)
Bulharsko: Semov (2), Rashkov (2), Mirchev (11), Radev (15), Kănev (6), Lazarov (4), Savov (12), L: Panov (2), Tomovski (1), Atanasov (12).
Portoriko Rico: Jiménez (6), Casillas (8), Vicéns (19), Cestero (10), Droz (7), Morales (2), Rodríguez (1), Dijols (2), Ruano.

 Portoriko –  Uruguay 	78:64 (40:37)
17. ledna 1959 - Estadio Regional (Antofagasta)

Rozhodčí: Orlando Tabuso (BRA), Anatolij Kokorev (URS)
Portoriko: Jiménez (3), Casillas (19), Vicéns (25), Cestero (19), Droz (12), Morales.
Uruguay: Poyet (16), García Otero (4), Ferrer (23), Roca (2), Blixen (4), Scarón (4), Cortés (3), Matto (8), Pedragosa.

 Bulharsko –  Filipíny 85:61 (36:21)
17. ledna 1959 - Estadio Regional (Antofagasta)

Rozhodčí: William Ross (USA), Alberto Pedro (PAR)
Bulharsko: Semov (1), Rashkov (6), Mirchev (2), Radev (17), Kănev (8), Lazarov (4), Savov (11), L: Panov (14), Tomovski (10), Atanasov (10), Gjaurov (2).
Filipíny: Loyzaga (9), Manulat (2), Badión (8), Yburán (4), Márquez (2), Bachmann (7), Ortiz (18), Ocampo (1), Carbonell (10), Tolentino, Achacoso.

 Filipíny –  Portoriko	63:76 (32:39)
18. ledna 1959 - Estadio Regional (Antofagasta)

Rozhodčí: Orlando Tabuso (BRA), Anatolij Kokorev (URS)
Filipíny: Loyzaga (13), Manulat (2), Badión (10), Márquez (2), Ortiz (4), Carbonell (24), Tolentino (8), Ocampo, Achacoso.
Portoriko: Jiménez (13), Casillas (12), Vicéns (28), Cestero (6), Droz (15), Morales (2).

 Bulharsko –  Uruguay 65:58 (31:28)
18. ledna 1959 - Estadio Regional (Antofagasta)

Rozhodčí: William Ross (USA), Dagoberto Cereceda (URU)
Bulharsko: Semov (1), Mirchev (17), Radev (20), Kănev (4), Savov (8), L. Panov (5), Atanasov (10), Lazarov.
Uruguay: Poyet (4), García Otero (3), Chelle (15), Ferrer (8), Scarón (6), Cortés (7), Lubnicki (15), Matto

### Finálová skupina
|    |           | BRA   | USA   | CHI    | TAI    | PUR   | URS   | BUL   | V | P | Skóre   | B  |
| 1. | Brazílie  | ***   | 81:67 | 73:49  | 94:76  | 99:71 | 63:66 | 62:53 | 5 | 1 | 472:382 | 11 |
| 2. | USA       | 67:81 | ***   | 64:55  | 85:69  | 54:53 | 37:62 | 63:58 | 4 | 2 | 370:378 | 10 |
| 3. | Chile     | 49:73 | 55:64 | ***    | 86:85p | 83:71 | 49:75 | 71:76 | 2 | 4 | 393:446 | 8  |
| 4. | Tchaj-wan | 76:94 | 69:85 | 85:86p | ***    | 81:85 | 2:0k  | 2:0k  | 2 | 4 | 315:350 | 8  |
| 5. | Portoriko | 71:99 | 53:54 | 71:83  | 85:81  | ***   | 55:84 | 62:70 | 1 | 5 | 397:471 | 7  |
| 6. | SSSR      | 66:63 | 62:37 | 75:49  | 0:2k   | 84:55 | ***   | 78:58 | 5 | 1 | 365:264 | 11 |
| 7. | Bulharsko | 53:62 | 58:63 | 76:71  | 0:2k   | 70:62 | 58:78 | ***   | 2 | 4 | 315:338 | 8  |

 Chile –  Tchaj-wan 86:85 (35:27, 71:71 pp)
20. ledna 1959 - Estadio Nacional (Santiago)

Rozhodčí: William Ross (USA), Eduardo Airaldi (PER)
Chile: Bernedo (22), Zitko (2), Salvadores (11), Sibilla (4), De la Fuente (4), Gianoni (3), Etchepare (15), Thompson (25), Garafulic, Etcheverrigaray.
Tchaj-wan: Liu Jing Rong (10), Lee Nan Hui (2), Loo Yee Shine (10), Tong Suet Fong (2), William Yau (2), Hoo Cha Pen (3), Wong Kwok Yeung (17), Emilio Lee (3), Lai Lam Kwong (6), Chen Tsu Li (30).

 Portoriko –  SSSR 		55:84 (29:26)
21. ledna 1959 - Estadio Nacional (Santiago)

Rozhodčí: Dagoberto Cereceda (URU), Alberto Pedro (PAR)
Portoriko: Jiménez (7), Casillas (10), Vicéns (16), Cestero (4), Droz (12), Morales (3), Rodríguez (3), Ruano.
SSSR: Muižnieks (16), Valdmanis (16), Torban (15), Minašvili (9), Zubkov (11), Bočkarjov (1), Krūmiņš (2), Kornějev (12), Kutuzov (2), Ozerov.

 Bulharsko –  USA 				58:63 (27:26)
21. ledna 1959 - Estadio Nacional (Santiago)

Rozhodčí: Robert Blanchard (FRA), Luis Brocos (URU)
Bulharsko: Mirchev (7), Radev (12), Kănev (10), Savov (1), L: Panov (2), Atanasov (18), Lazarov (8), Tomovski, Semov.
USA: Hodges (4), Olsen (8), Riley (4), Coshow (7), McDonald (1), Vayda (19), Welsh (20), Miller.

 Brazílie –  Tchaj-wan 				94:76 (56:35)
22. ledna 1959 - Estadio Nacional (Santiago)

Rozhodčí: Ángelo Benvenuto (CHI), Luis Brocos (URU)
Brazílie: Algodão (11), Amaury (22), Wlamir (21), Zezinho (1), Fernando Brobró (6), Jatyr (4), Pecente (12), Waldemar (12), Otto Nóbrega (5), Boccardo, Rosa Branca.
Tchaj-wan: Liu Jing Rong (11), Loo Yee Shine (7), Tong Suet Fong (8), Hoo Cha Pen (7), Wong Kwok Yeung (13), Emilio Lee (10), Lai Lam Kwong (4), Chen Tsu Li (16), William Yau.

 Chile –  Portoriko		83:71 (46:31)
22. ledna 1959 - Estadio Nacional (Santiago)

Rozhodčí: Ernesto Álvarez (ARG), Alberto Pedro (PAR)
Chile: Bernedo (14), Zitko (2), Salvadores (15), Sibilla (10), De la Fuente (2), Gianoni (8), Etchepare (8), Thompson (14), Garafulic (2), Etcheverrigaray (2), Silva (4), Luchsinger (2).
Portoriko: Dijols (2), Jiménez (3), Casillas (8), Vicéns (26), Cestero (15), Droz (17), Morales, Ruano.

 Brazílie -  Bulharsko 62:53 (30:28)
23. ledna 1959 - Estadio Nacional (Santiago)

Rozhodčí: William Ross (USA), Washington Badani (BRA)
Brazílie: Algodão (10), Amaury (10), Wlamir (15), Pecente (6), Waldemar (4), Édson Bispo (17), Fernando Brobró (:), Jatyr.
Bulharsko: Mirchev (9), Radev (14), Kănev (12), Savov (8), Atanasov (6), Lazarov (1), Tomovski (3), Rashkov, L: Panov.

 USA –  Portoriko			54:53 (25:32)
23. ledna 1959 - Estadio Nacional (Santiago)

Rozhodčí: Dagoberto Cereceda (URU), Bozhidar Takev (BUL)
USA: Hodges (9), Olsen (4), Riley (3), Coshow (8), Vayda (17), Welsh (11), Miller (2), McDonald, Baker.
Portoriko: Casillas (6), Vicéns (19), Cestero (12), Droz (14), Morales (2), Dijols, Jiménez.

 Brazílie –  SSSR 			63:66 (31:30)
24. ledna 1959 - Estadio Nacional (Santiago)

Rozhodčí: Dagoberto Cereceda (URU), William Ross (USA)
Brazílie: Algodão (4), Amaury (24), Wlamir (19), Pecente (8), Waldemar (4), Jatyr (4), Édson Bispo, Fernando Brobró, Otto Nóbrega.
SSSR: Muižnieks (4), Valdmanis (7), Torban (7), Minašvili (2), Zubkov (16), Bočkarjov (8), Krūmiņš (3), Semjonov (10), Kornějev (9).

 Bulharsko –  Chile 	76:71 (37:33)
24. ledna 1959 - Estadio Nacional (Santiago)

Rozhodčí: Robert Blanchard (FRA), Orlando Tabuso (BRA)
Bulharsko: Mirchev (19), Radev (10), Kănev (12), Savov (6), Atanasov (12), Lazarov (3), Tomovski (2), Rashkov (4), Semov (2), G: Panov (6).
Chile: Bernedo (16), Salvadores (9), Sibilla (9), De la Fuente (4), Etchepare (16), Thompson (12), Garafulic (2), Silva (2), Gianoni (1), Etcheverrigaray, Zitko.

 Tchaj-wan –  USA 	69:85 (32:33)
26. ledna 1959 - Estadio Nacional (Santiago)

Rozhodčí: Dagoberto Cereceda (URU), Luis Brocos (URU)
Tchaj-wan: Liu Jing Rong (19), Loo Yee Shine (4), Tong Suet Fong (5), Hoo Cha Pen (1), Wong Kwok Yeung (17), Lai Lam Kwong (6), Chen Tsu Li (14), Lee Nan Hui (3).
USA: Hodges (22), Olsen (8), Riley (4), Coshow (14), Vayda (15), Welsh (22).

 Bulharsko –  SSSR 	58:78 (18:35)
26. ledna 1959 - Estadio Nacional (Santiago)

Rozhodčí: Eduardo Airaldi (PER), Alberto Pedro (PAR)
Bulharsko: Mirchev (6), Radev (16), Kănev (6), Savov (5), Atanasov (13), Lazarov (6), G: Panov (6), L: Panov.
SSSR: Muižnieks (5), Valdmanis (16), Torban (4), Minašvili (2), Zubkov (12), Bočkarjov (2), Krūmiņš (9), Semjonov (18), Kornějev (6), Ozerov (2), Kutuzov (2).

 Tchaj-wan –  Portoriko	81:85 (34:42)
27. ledna 1959 - Estadio Nacional (Santiago)

Rozhodčí: Ángelo Benvenuto (CHI), Jorge Román (PER)
Tchaj-wan: Liu Jing Rong (22), Loo Yee Shine (7), Tong Suet Fong (5), Hoo Cha Pen (4), Wong Kwok Yeung (11), Lai Lam Kwong (10), Chen Tsu Li (22).
Portoriko: Casillas (8), Vicéns (23), Cestero (24), Droz (18), Jiménez (12), Morales.

 Chile –  SSSR 		49:75 (28:35)
27. ledna 1959 - Estadio Nacional (Santiago)

Rozhodčí: William Ross (USA), Luis Marzono (ARG)
Chile: Bernedo (8), Salvadores (4), Sibilla (2), De la Fuente (4), Etchepare (10), Thompson (13), Garafulic (4), Luchsinger (3), Silva (1), Gianoni., Zitko.
SSSR: Muižnieks (6), Valdmanis (12), Torban (3), Minašvili (3), Zubkov (7), Bočkarjov (3), Krūmiņš (13), Semjonov (5), Kornějev (18), Ozerov (5), Abašidze, Kutuzov.

 Brazílie –  Portoriko			99:71 (45:29)
28. ledna 1959 - Estadio Nacional (Santiago)

Rozhodčí: Eduardo Airaldi (PER), Alberto Pedro (PAR)
Brazílie: Algodão (3), Amaury (10), Wlamir (21), Pecente (13), Waldemar (4), Édson Bispo (11), Jatyr (10), Fernando Brobró (9), Boccardo (2), Zezinho (6), Rosa Branca (10).
Portoriko: Vicéns (2), Cestero (23), Droz (18), Jiménez (15), Rodríguez (3), Ruano (6), Dijols (4), Morales.

 USA -  SSSR 37:62 (14:25)
28. ledna 1959 - Estadio Nacional (Santiago)

Rozhodčí: Robert Blanchard (FRA), Renato Righetto (BRA)
USA: Miller (2), Riley (3), Coshow (2), Vayda (12), Welsh (9), Baker (4), D’Antonio (4), McDonald (1), Jeangerard, Olsen, Hodges.
SSSR: Muižnieks (13), Valdmanis (14), Torban (8), Minašvili (4), Zubkov (6), Bočkarjov (4), Krūmiņš (7), Semjonov (4), Kornějev (2), Ozerov.

 Bulharsko -  Portoriko 70:62 (35:25)
29. ledna 1959 - Estadio Nacional (Santiago)

Rozhodčí: Dagoberto Cereceda (URU), Orlando Tabuso (BRA)
Bulharsko: Mirchev (7), Radev (18), Savov (8), Atanasov (13), G: Panov (2), L: Panov (12), Tomovski (2), Semov (3), Rashkov (3), Kănev (2).
Portoriko: Cestero (16), Droz (11), Jiménez (9), Rodríguez (3), Ruano (4), Dijols (7), Morales (12).

 Chile -  USA 55:64 (34:32)
29. ledna 1959 - Estadio Nacional (Santiago)

Rozhodčí: Renato Righetto (BRA), Eduardo Airaldi (PER)
Chile: Bernedo (16), Salvadores (8), Zitko (2), Etchepare (13), Thompson (10), Garafulic (6), Luchsinger, Silva, Gianoni, Etcheverrigaray, Sibilla, De la Fuente.
USA: Hodges (19), Coshow (4), Vayda (8), Welsh (19), D’Antonio (6), Jeangerard (8), Olsen, Miller.

 Tchaj-wan -  SSSR 	2:0 kontumačně
30. ledna 1959 - Estadio Nacional (Santiago)

Rozhodčí: William Ross (USA), Dagoberto Cereceda (URU)

 Brazílie –  USA 	81:67 (40:37)
30. ledna 1959 - Estadio Nacional (Santiago)

Rozhodčí: Bozhidar Takev (BUL), Ernesto Álvarez (ARG):
Brazílie: Algodão (8), Amaury (4), Wlamir (26), Pecente (3), Waldemar (16), Édson Bispo (12), Rosa Branca (12)
USA: Hodges (12), Vayda (14), Welsh (22), D’Antonio (9), Jeangerard (10), Coshow, Riley.

 Bulharsko –  Tchaj-wan 	0:2 kontumačně
31. ledna 1959 - Estadio Nacional (Santiago)

Rozhodčí: William Ross (USA), Dagoberto Cereceda (URU)

 Brazílie -  Chile 	73:49 (37:21)
31. ledna 1959 - Estadio Nacional (Santiago)

Rozhodčí: Dagoberto Cereceda (URU), William Ross (USA)

Diváků: 30 000
Brazílie: Zenny de Azevedo “Algodão” (8), Amaury Antônio Pasos (16), Wlamir Marques (17), Pedro Vicente da Fonseca “Pecente” (11), Waldemar Blatskauskas (7), Édson Bispo dos Santos (6), José Maciel Senra “Zezinho” (2), Jatyr Eduardo Schall (2), Otto Carlos Phol da Nóbrega (4), Carmo de Souza “Rosa Branca”.
Chile: Rufino Bernedo (14), Luis Salvadores (15), Juan A. Zitko (4), Rolando Etchepare (5), Juan Guillermo Thompson (10), José de la Fuente (1).

### O 8. - 13. místo

#### Skupina A
|    |          | PHI   | UAR   | CAN   | V | P | Skóre   | B |
| 1. | Filipíny | ***   | 66:65 | 79:65 | 2 | 0 | 145:130 | 4 |
| 2. | SAR      | 65:66 | ***   | 71:69 | 1 | 1 | 136:135 | 3 |
| 3. | Kanada   | 65:79 | 69:71 | ***   | 0 | 2 | 134:150 | 2 |

 Filipíny –  Sjednocená arabská republika	66:65 (25:29)
21. ledna 1959 - Estadio Municipal (Valparaíso)

Rozhodčí: Carlos Muñoz (CHI), Jorge Román (PER)
Filipíny: Loyzaga (4), Márquez (5), Ortiz (19), Tolentino (1), Ocampo (2), Carbonell (27), Bachmann (4), Achacoso (4), Lim, Manulat.
SAR: Sabri (17), Shalhoub (9), Musillia (10), Fahmi (21), Abdou (3), Sadeq (4), Aboutaleb (1), Ibrahim.

 Kanada –  Sjednocená arabská republika			69:71 (40:28)
22. ledna 1959 - Estadio Municipal (Valparaíso)

Rozhodčí: Bozhidar Takev (BUL), Carlos Muñoz (CHI)
Kanada: Brinham (18), Mullins (15), McLeod (3), Lucht (11), Stephens (3), Upson (5), Wild (10), Brown (2), Tait (2).
SAR: Sabri (8), Shalhoub (11), Musillia (27), Fahmi (16), Sadeq (2), Aramen (7), Aboutaleb, Ibrahim.

 Kanada –  Filipíny 	65:79 (33:31)
23. ledna 1959 - Estadio Municipal (Valparaíso)

Rozhodčí: Eduardo Airaldi (PER), Robert Blanchard (FRA)
Kanada: Brinham (7), Mullins (10), McLeod (13), Lucht (10), Stephens (4), Upson (12), Wild (2), Malecki (3), Tait (4).
Filipíny: Loyzaga (21), Ortiz (20), Lim (10), Tolentino (:), Ocampo (4), Carbonell (14), Bachmann (2), Badión (8), Márquez.

#### Skupina B
|    |           | URU   | ARG   | MEX   | V | P | Skóre   | B |
| 1. | Uruguay   | ***   | 51:48 | 54:47 | 2 | 0 | 105:95  | 4 |
| 2. | Argentina | 48:51 | ***   | 75:66 | 1 | 1 | 123:127 | 3 |
| 3. | Mexiko    | 47:54 | 66:75 | ***   | 0 | 2 | 113:129 | 2 |

 Argentina –  Uruguay 	48:51 (19:22)
21. ledna 1959 - Estadio Municipal (Valparaíso)

Rozhodčí: Orlando Tabuso (BRA), Carlos Muñoz (CHI)
Argentina: Fagnani (6), Schime (9), Marzoratti (2), Barreneche (2), Parizzia (6), Fernández (3), Peralta (4), Nano (6), Tozzi (2), Borda (2), Vasino (6).
Uruguay: Poyet (13), García Otero (6), Blixen (7), Scarón (:), Cortés (2), Matto (6), Pedragosa (2), Ferrer (15), Lubnicki, Chelle.

 Mexiko -  Uruguay 				47:54 (20:25)
22. ledna 1959 - Estadio Municipal (Valparaíso)

Rozhodčí: Anatolij Kokorev (URS), Ángelo Benvenuto (CHI)
Mexiko: Chavira (7), Quintanar (11), Rentería (2), Escalera (4), Herrera (16), Lozano (2), Márquez (3), Rodríguez, Cuevas (2), Manzo, Orozco.
Uruguay: Poyet (13), García Otero (6), Blixen (3), Scarón (2), Matto (15), Chelle (11), Ferrer (4), Lubnicki.

 Argentina –  Mexiko 			75:66 (34:34)
23. ledna 1959 - Estadio Municipal (Valparaíso)

Rozhodčí: Dagoberto Cereceda (URU), Orlando Tabuso (BRA)
Argentina: Fagnani (8), Schime (4), Parizzia (23), Nano (6), Sabatini (1), Borda (26), Vasino (7), Fernández.
Mexiko: Quintanar (4), Escalera (9), Lozano (1), Márquez (8), Rodríguez (6), Cuevas (12), Manzo (4), Orozco (22), Chavira, Herrera.

### O 8. místo
Filipíny –  Uruguay 		78:70 (47:36)
25. ledna 1959 - Estadio Municipal (Valparaíso)

Rozhodčí: Ángelo Benvenuto (CHI), Ernesto Álvarez (ARG)
Filipíny: Loyzaga (12), Ortiz (14), Lim (6), Tolentino (6), Ocampo, Carbonell (13), Bachmann (5), Badión (13), Manulat (3), Cruz (6), Achacoso, Márquez.
Uruguay: Poyet (19), García Otero (6), Blixen (13), Matto (4), Chelle (1), Ferrer (1), Lubnicki (5), Roca (2), Cortés (17), Pedragosa (2), Scarón.

### O 10. místo
Sjednocená arabská republika –  Argentina 59:61 (29:32)
25. ledna 1959 - Estadio Municipal (Valparaíso)

Rozhodčí: Alberto Pedro (PAR), Carlos Muñoz (CHI)
SAR: Sabri (10), Shalhoub (9), Musillia (12), Fahmi (19), Shelbayah (9), Zacar.
Argentina: Fagnani (7), Schime (17), Parizzia (5), Nano (2), Borda (16), Vasino (8), Barreneche (6).

### O 12. místo
Kanada –  Mexiko 				64:56 (33:25)
25. ledna 1959 - Estadio Municipal (Valparaíso)

Rozhodčí: Luis Brocos (URU), Juan Quiroz (URU)
Kanada: Brinham (10), Mullins (9), McLeod (10), Lucht (6), Upson (10), Malecki (2), Burtwell (11), Brown (3), Tait (3).
Mexiko: Quintanar (9), Escalera (1), Herrera (9), Márquez (15), Rodríguez (3), Cuevas (1), Chavira (13), Manzo (5), Orozco, Rentería, Aizpuro.

## Statistiky

### All stars
- Juan Vicéns
- Oscar Robertson
- Jerry West
- Amaury Pasos
- Juan Báez

### Soupisky
1.  Brazílie
| - Edson Bispo dos Santos - Waldemar Blatkauskas - Otto Carlos de Nobrega - Fernando Perreira de Freitas | - Zenny de Azevedo - Carmo de Souza - Waldyr Geraldo Boccardo - José Maciel Senra | - Wlamir Marques - Antonio Pasos Amaury - Jatyr Eduardo Schall - Pedro Vicente Fonseca |

- Trenér: Togo Renan Soares

2.  USA
| - Richard Baker - James Coshow - Henry D'Antonio - Robert Hodges | - Robert Jeangerard - Henry McDonald - John Miller - Ronald Olsen | - Virgil Riley - Jerome Vayda - Richard Welsh - Edward White |

- Trenér: Charles Bennett

3.  Chile
| - Rufino Bernedo - José de la Fuente - Rolando Etchepare - Orlando Etcheverrigaray | - Maximiliano Garafulic - Dante Giannoni - Bruno Luchsinger - Luis Salvadores | - Domingo Sibilla - Orlando Silva - Juan Guillermo Thompson - Juan Zitko |

- Trenér: Luis Valenzuela

### Konečné pořadí
| 3.               | Mistrovství světa 1959 | Z | V | P | Skóre   | B  |
| ---------------- | ---------------------- | - | - | - | ------- | -- |
| Zlatá medaile    | Brazílie               | 9 | 7 | 2 | 683:557 | 16 |
| Stříbrná medaile | USA                    | 9 | 7 | 2 | 643:582 | 16 |
| Bronzová medaile | Chile                  | 6 | 2 | 4 | 393:446 | 8  |
| 4.               | Tchaj-wan              | 9 | 4 | 5 | 552:559 | 13 |
| 5.               | Portoriko              | 9 | 3 | 6 | 606:665 | 12 |
| 6.               | SSSR                   | 9 | 7 | 2 | 594:463 | 16 |
| 7.               | Bulharsko              | 9 | 5 | 4 | 532:512 | 14 |
| 8.               | Filipíny               | 6 | 4 | 2 | 415:420 | 10 |
| 9.               | Uruguay                | 6 | 2 | 4 | 356:384 | 8  |
| 10.              | Argentina              | 6 | 3 | 3 | 381:378 | 9  |
| 11.              | SAR                    | 6 | 1 | 5 | 374:435 | 7  |
| 12.              | Kanada                 | 6 | 3 | 3 | 367:380 | 9  |
| 13.              | Mexiko                 | 6 | 0 | 6 | 342:427 | 6  |